# Château des Boscs
Ne doit pas être confondu avec Château du Bosc (Aveyron) ou Château du Bosc (Hérault).
Le château des Boscs est un château situé au-dessus du village de Gilhoc-sur-Ormeze en Ardèche.

## Historique
Le château des Boscs a été construit au début du XVIIe siècle par Pierre des Boscs, sur l'emplacement de bâtiments du XVe siècle

## Architecture
Le château des Boscs est un bel exemple de style Vivarois.

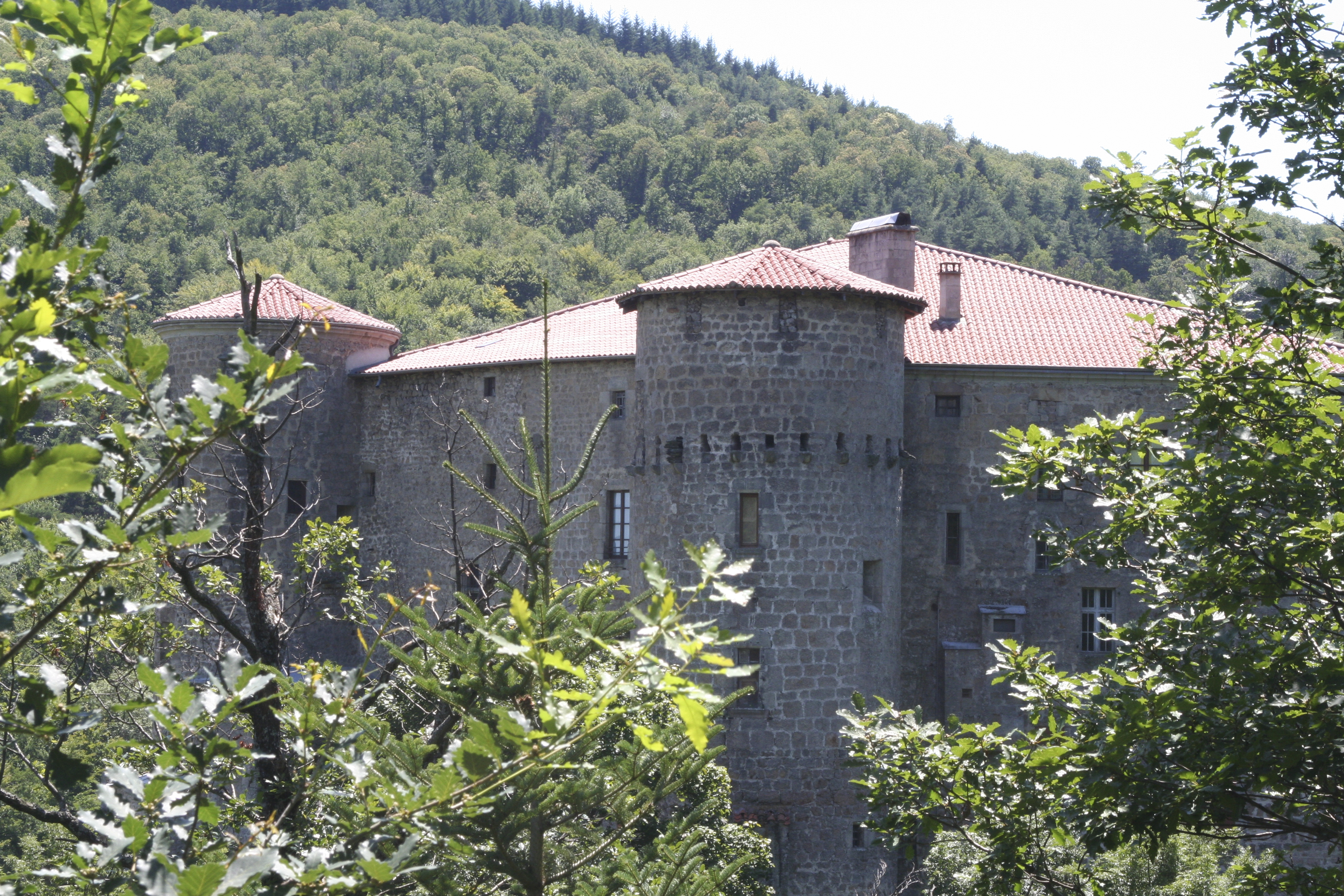
Le Château des Boscs
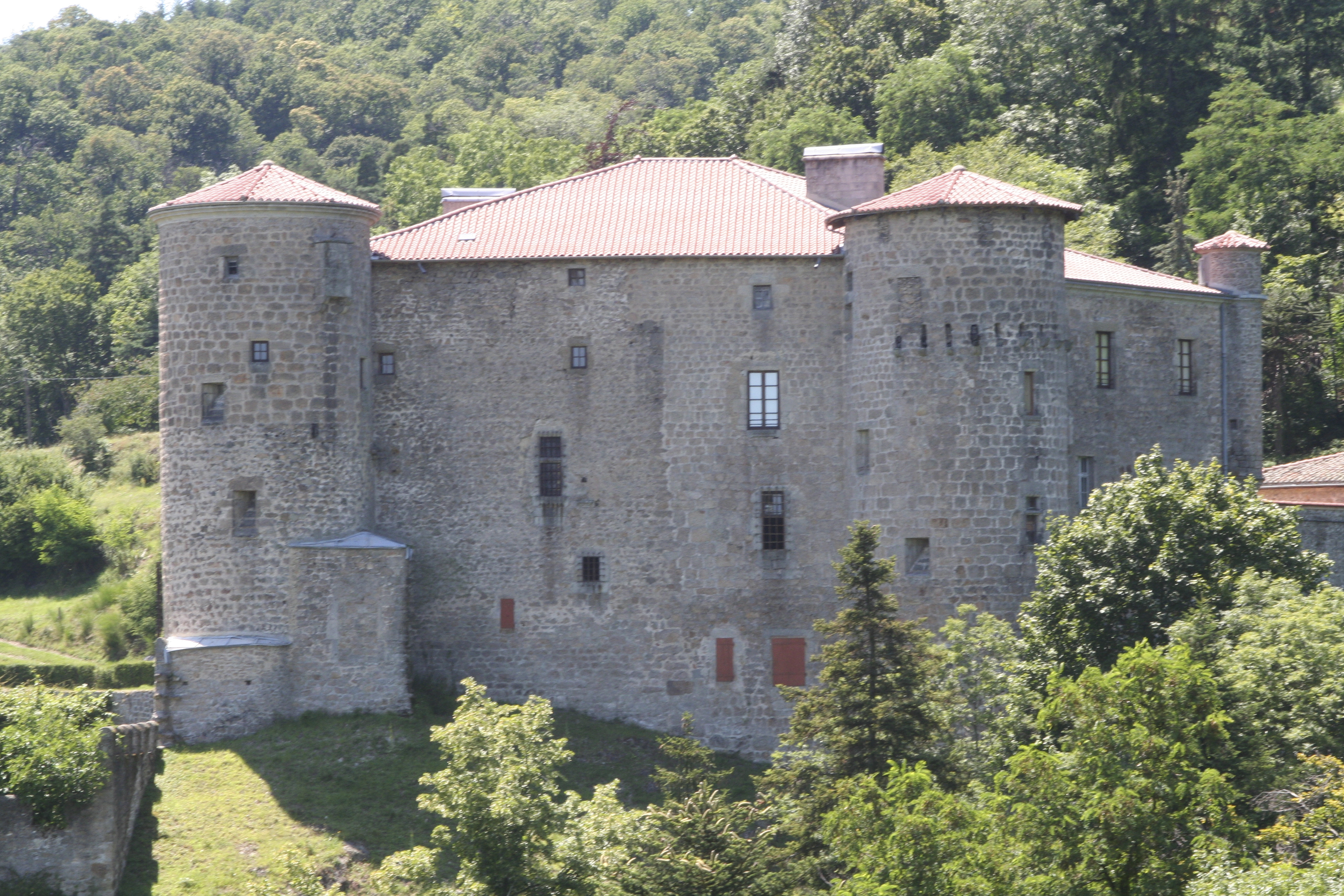
Le Château des Boscs